# NGC 2777
NGC 2777 est une petite galaxie spirale située dans la constellation du Cancer. NGC 2777 a été découverte par l'astronome allemand Albert Marth en 1864.

## Caractéristiques
Sa vitesse par rapport au fond diffus cosmologique est de 1 781 ± 22 km/s, ce qui correspond à une distance de Hubble de 26,3 ± 1,9 Mpc (∼85,8 millions d'al).
La classe de luminosité de NGC 2777 est I-II et elle présente une large raie HI.
À ce jour, une mesure non basée sur le décalage vers le rouge (redshift) donne une distance d'environ 25,7 Mpc (∼83,8 millions d'al). Cette valeur est à l'intérieur, mais compatible avec les valeurs de la distance de Hubble.

## Groupe de NGC 2775
Certaines sources incluent la galaxie NGC 2777 dans le groupe de NGC 2775,.